# Лекко (футбольный клуб)
«Лекко» (итал. Calcio Lecco 1912) — итальянский футбольный клуб из одноимённого города, с сезона 2024/25 выступающий в Серии C, третьем по силе дивизионе чемпионата Италии. Основан 22 декабря 1912 года. Домашние матчи проводит на стадионе «Ригамонти-Кеппи», вмещающем 4977 зрителей. В Серии A «Лекко» провёл в общей сложности три сезона, последним из которых стал сезон 1966/67. Лучшим достижением клуба в Серии A стало 14-е место в сезоне 1960/61.

## История
Общество гребного спорта в городе Лекко было образовано 27 сентября 1895 года. 22 декабря 1912 года по инициативе одного из председателей общества Вико Синьорелли была создана футбольная секция. Клубными цветами стали синий и голубой, которые были унаследованы от гребной команды. Первая база футбольного клуба располагалась на улице Франческо Нулло, первая площадка клуба располагалась на улице Понкьелли. Свой первый матч футбольный клуб «Лекко» сыграл против «Милана» и уступил со счётом 1:4.
В сезоне 1920/21 «Лекко» впервые играл в региональном турнире под эгидой Итальянской федерации футбола. 15 октября 1922 года домашним стадионом клуба стал только открывшийся «Ригамонти-Кеппи». 22 июля 1931 года футбольная секция отделилась от общества гребного спорта, была создана самостоятельная футбольная ассоциация «Лекко».
В 1960 году «Лекко» под руководством тренера Анджело Пиччьоли впервые в своей истории вышел в Серию А. В своём первом матче на высшем уровне команда проиграла «Фиорентине» с разгромным счётом 0:4, но уже в следующем одолела «Падову», принципиального соперника ещё со времён Серии C. Первый сезон в Серии A для «Лекко» получился тяжёлым, но клуб сумел сохранить место в лиге, обыграв в плей-офф «Удинезе».

## Тренеры
- 1932—1933  Имре Пайер
- 1934—1935  Леопольдо Конти
- 1935—1936  Отто Краппан
- 1936—1937  Леопольдо Конти
- 1937—1938  Имре Пайер
- 1938—1939  Эмилио Агради
- 1939—1941  Луиджи Баярди
- 1941—1942  Марио Тедески
- 1942—1947  Оресте Барале
- 1947—1948  Гвидо Ара
- 1949—1951  Уго Ламанна
- 1953—1954  Итало Дзамберлетти
- 1954—1956  Арриго Морселли
- 1957—1959  Камилло Акилли
- 1959—1961  Анджело Пиччьоли
- 1961—1963  Камилло Акилли
- 1963—1967  Анджело Пиччьоли
- 1967  Эральдо Монцельо
- 1968  Анджело Лонгони
- 1968—1969  Ренато Джеи
- 1969—1970  Лучано Лупи
- 1970—1972  Анджело Лонгони
- 1972—1973  Франческо Мерегалли
- 1973—1974  Серджо Бригенти
- 1974—1975  Антонио Пасинато
- 1975—1977  Оскар Массеи
- 1977—1978  Гвидо Капелло
- 1978—1979  Серджо Карпанези
- 1979—1980  Оскар Массеи
- 1980—1981  Амос Мариани
- 1981—1983  Анджело Лонгони
- 1995—1997  Элио Густинетти
- 2000—2001  Бруно Джордано
- 2001—2002  Роберто Донадони
- 2007  Массимилиано Аллегри
- 2022—н. в.  Алессио Таккинарди